# Ladislav Žimbrek
Ladislav Žimbrek (21. siječnja 1901. – 9. travnja 1972.) je bio hrvatski pjesnik, esejist, prevoditelj i kazališni kritičar iz Bednje.

## Vanjske poveznice
- Gradska knjižnica Varaždin Ladislav Žimbrek